# Manfred Müller (Fußballspieler, 1947)
Manfred Müller (* 28. Juli 1947 in Essen) ist ein ehemaliger deutscher Fußballspieler. Er ist als Fernsehproduzent tätig.

## Karriere als Spieler
Müller begann beim SV Teutonia Überruhr mit dem Fußballspielen und wechselte 1965 in die Jugendabteilung von Schwarz-Weiß Essen. Zur Saison 1965/66 rückte er in die erste Mannschaft auf, für die er bis zum Saisonende 1970/71 als Torhüter in der zweitklassigen Regionalliga West spielte.
Zur Saison 1971/72 wurde er vom Ligakonkurrenten Wuppertaler SV verpflichtet, mit dem er am Saisonende in die Bundesliga aufstieg und als Neuling einen vielbeachteten vierten Tabellenplatz belegte. Zum Saisonende 1974/75 stieg er als Stammtorwart mit der Mannschaft in die 2. Bundesliga Nord ab. Zur Saison 1976/77 wurde er vom Zweitligisten 1. FC Nürnberg verpflichtet, für den er am 9. Juni 1978 zum Helden avancierte, indem er im Relegationsrückspiel um den Bundesligaaufstieg im Essener Georg-Melches-Stadion einen Strafstoß von Horst Hrubesch in der 83. Minute beim Stand von 2:2 parierte und somit den Aufstieg in die Bundesliga sicherte. Bemerkenswert daran ist die Tatsache, dass er im Mai 1978 einen schweren Verkehrsunfall unverletzt überlebt hatte; sein Wagen hatte sich auf regennasser Straße dreimal überschlagen und war schließlich wieder auf allen vier Rädern an einer Leitplanke zum Stehen gekommen.
Nach dem direkten Nürnberger Wiederabstieg wechselte Müller zunächst zum ESV Ingolstadt-Ringsee in die 2. Bundesliga Süd, wurde jedoch schon nach einem Monat und einem Einsatz als Ersatztorhüter für den jungen Walter Junghans vom FC Bayern München verpflichtet. Im ständigen Wechsel (bis 1982) mit Junghans musste Müller – aufgrund der Verpflichtung des belgischen Weltklassetorhüters Jean-Marie Pfaff – zurückstehen; er kam jetzt nur sporadisch zum Einsatz – insgesamt stand er 48-mal im Tor der Bayern.
Da stand er auch im legendären bayerisch-fränkischen Finale gegen den 1. FC Nürnberg um den DFB-Pokal 1982: Nach einem zwischenzeitlichen 0:2-Rückstand gewann er mit der Mannschaft am Ende mit 4:2 – und damit auch den Pokal. Im Endspiel um den Europapokal der Landesmeister 1982 musste er gegen Aston Villa eine 0:1-Niederlage hinnehmen. Mit dem FC Bayern München wurde er 1980 und 1981 Deutscher Meister und als  Ersatztorhüter 1984 Deutscher Pokalsieger.

## Karriere als Sportmanager
1984 beendete er seine Laufbahn und arbeitete fortan im Management des 1. FC Nürnberg. Er kehrte noch einmal für ein Spiel als Ersatz für den nach einer Notbremse rotgesperrten Andreas Köpke am 1. November 1986 ins Tor des 1. FC Nürnberg zurück. Gegen Fortuna Düsseldorf gewann seine Mannschaft mit 4:3. Das Spiel fand besondere Aufmerksamkeit, weil nicht nur Manfred Müller ein überraschendes Comeback gab, sondern auch auf Seiten der Düsseldorfer Rudi Kargus nach langer Pause erstmals wieder ein Bundesligaspiel bestritt.
Insgesamt bestritt Müller:
- 143 Bundesligaspiele (73 für Wuppertal, 48 für Bayern, 22 für Nürnberg)
- 100 Zweitligaspiele (34 für Wuppertal, 65 für Nürnberg, 1 für Ingolstadt)
- 2 Aufstiegsspiele (für Nürnberg, gegen Rot-Weiss Essen 1:0, 2:2 um den Aufstieg in die Bundesliga)

## Fernsehproduzent
Manfred Müller betreibt heute in Nürnberg und Köln die Fernsehproduktionsfirma MM FILM & VIDEO Manfred Müller GmbH.  Mit dieser Firma war er von 1992 bis 2006 verantwortlicher Produzent bei TV-Übertragungen der Deutschen Bundesliga.
Von April 2004 bis Mai 2006 leitete er zudem die Firma FairPlay Productions. Diese produzierte im Auftrag der Deutschen Fußball Liga (DFL) das Basissignal für alle Spiele der ersten und der zweiten Bundesliga.